# Zwariowana dziewczyna

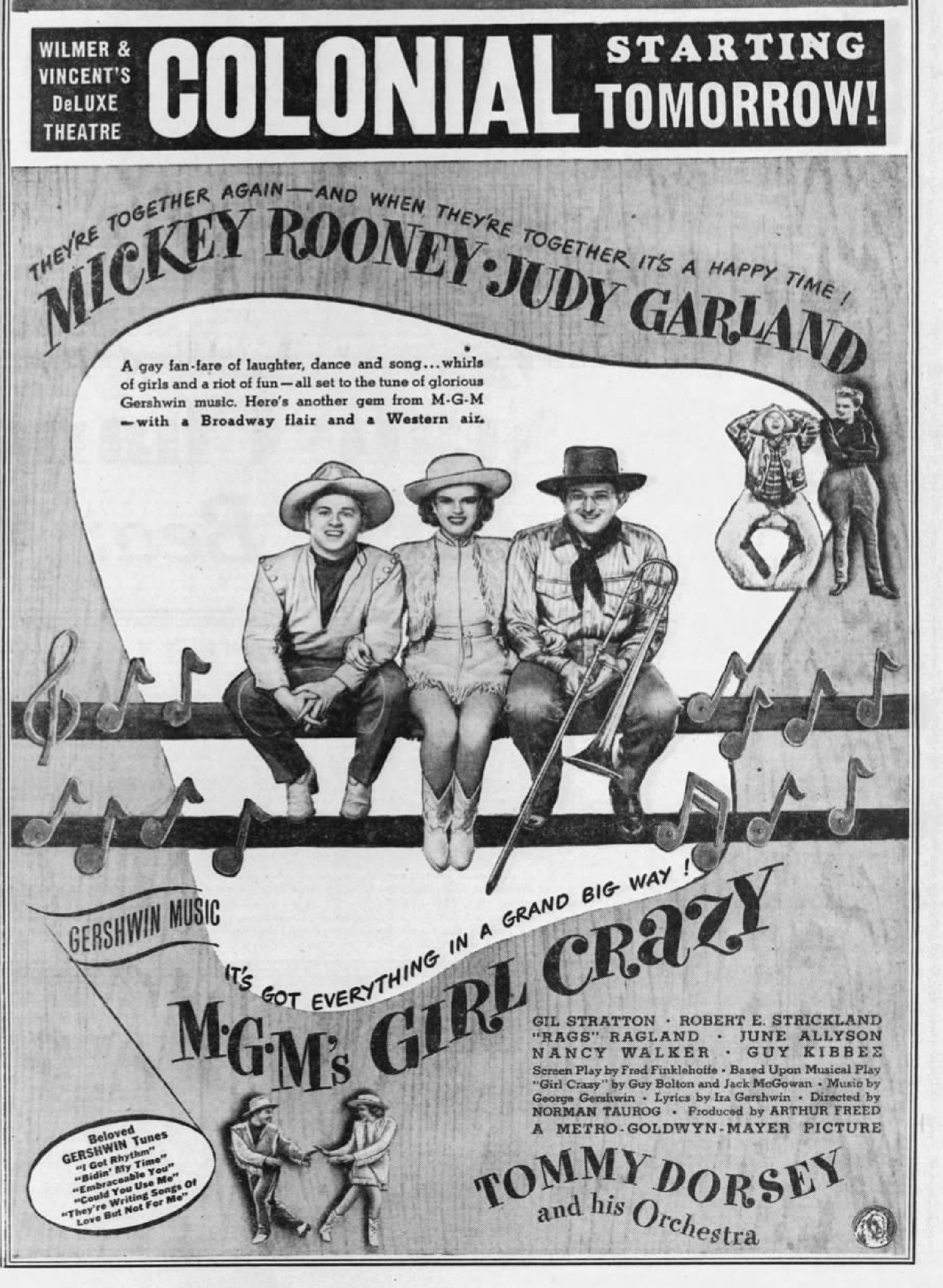
Plakat z 1943

Zwariowana dziewczyna – amerykański musical z 1943 oparty na sztuce pod tym samym tytułem.

## Obsada
- Mickey Rooney jako Danny Churchill Jr.
- Judy Garland jako Ginger Gray
- Gil Stratton jako Bud Livermore
- Robert E. Strickland jako Henry Lathrop
- Rags Ragland jako Rags
- June Allyson jako Specialty Singer
- Nancy Walker jako Polly Williams
- Guy Kibbee jako Dean Phineas Armour
- Frances Rafferty jako Marjorie Tait
- Henry O’Neill jako Danny Churchill Sr.
- Howard Freeman jako Gubernator Tait
- Tommy Dorsey jako On Sam